# 長嶺陂站
长岭陂站是一个属于深圳地铁5号线的地铁车站，位于中华人民共和国广东省深圳市南山区桃源街道留仙大道与学苑大道/长岭一号路交叉路口以北，沿留仙大道呈南北走向。
本站于2011年6月22日随深圳地铁5号线一期一同正式启用。本站同时也承担列车驾驶员和安全员的换班工作。
本站位于南山区边缘地带，两面环山，建成时周边大多为待开发区域，导致车站人流稀少。近来随着周边居民小区的增加和西侧的南方科技大学二期的建设，客流有所增加。

## 车站结构
长岭陂站为高架三层双岛式车站，为方便进入隧道并在地下上跨平南铁路路轨，设置于大沙河西侧的空地上，与大沙河平行布置。
车站的中部路轨平时承担首班始发车（一般往黄贝岭方向）、高峰期加开车（一般往赤湾方向）的始发、小交路列车和半程末班车的终到等任务。
本站除双岛式车站必要的渡线和安全侧线外，还于南侧大里程端设有一条双存车线并兼做回段线，供高峰期加开的列车暂时停放或列车回库用。车站配线段限速30公里每小时。

### 楼层
| 地上三层          | 5号线站台                                            | \| \| \| 5號線往赤湾（塘朗） \| \| 島式 · 開左邊车门 \| \| \| \| \| \| 5號線往赤湾、黄贝岭或回库（塘朗/深圳北站） \| \| 島式 · 開左邊车门 \| \| \| \| \| \| 5號線往黄贝岭（深圳北站） \| 空调候车室 |
| 地上二层          | 车站站厅                                             | 售票机、客服中心、车站控制室 |
| 地面              | 大沙河、车站出入口、公共汽车车站、街心公园、设备机房 | 大沙河、车站出入口、公共汽车车站、街心公园、设备机房 |
|                   |                                                      | 5號線往赤湾（塘朗） |
| 島式 · 開左邊车门 |                                                      | |
|                   |                                                      | 5號線往赤湾、黄贝岭或回库（塘朗/深圳北站） |
| 島式 · 開左邊车门 |                                                      | |
|                   |                                                      | 5號線往黄贝岭（深圳北站） |

- （往赤湾）
- （往赤湾）
- （往黄贝岭）
- （往黄贝岭）

### 出入口
长岭陂站共设有四个出入口，惟至今只开放A1、A2、C三个，其中A1、C口设有无障碍电梯，A2口设有洗手间，A1、A2三个出入口为过街天桥的组成部分。
| 出口编号及设施                                          | 主出口图片 | 垂直电梯图片 | 建议前往的目的地                                                     |
| ------------------------------------------------------- | ---------- | ------------ | -------------------------------------------------------------------- |
| · 坡道位于垂直电梯处                                    |            |              | 留仙大道东侧 京基御景峯 汉园茗院 长源京基御领公馆 深圳道尔顿新华公学 |
| 出口 · A · 2 · 盲道标志 · 扶手电梯标志 · 洗手间标志     |            | 不适用       | 留仙大道西侧 大沙河东侧 街心公园                                     |
| · 坡道位于垂直电梯处                                    |            |              | 大沙河西侧（北） 长岭陂水库 长岭陂果场                               |
| · 暂未启用                                              |            | 不适用       | 大沙河西侧（南）                                                     |
| 註： 設有 \| 設有 \| 設有 \| 設有扶手電梯 \| 設有洗手間 |            |              |                                                                      |

## 历史

### 5号线规划和建设
2011年6月22日，本站随深圳地铁5号线一期一同正式启用。

## 未来发展

### 深圳地铁27号线
深圳地铁27号线将在此处设站，与既有车站通过通道实现天地换乘。目前深圳地铁27号线已纳入深圳市城市轨道交通第五期规划，预计将于2027年启用。

## 接駁交通

### 公共汽车
（待补充）

## 相关图像
- 站厅
- 站台①②
- 站台③④
- 站名书法字

- 2018年，车站夜景
- 2022年，从天桥上拍摄的车站外观
- 2023年，由车站引出的天桥，设有A1、A2两个出口